# سلیا رز گودینگ
سلیا رز گودینگ (انگلیسی: Celia Rose Gooding؛ زادهٔ ۲۲ فوریهٔ ۲۰۰۰) بازیگر و خواننده اهل ایالات متحده آمریکا است.
همچنین برندهٔ جوایزی همچون شصت و سومین مراسم جایزه گرمی شده‌است.
او در فیلم موج‌شکن بازی کرده است.